# Maïa (nourrice)
Pour les articles homonymes, voir Maia.
Maïa est la nourrice du pharaon égyptien Toutânkhamon au XIVe siècle av. J.-C. Sa tombe taillée dans la roche a été découverte dans la nécropole de Saqqarah en 1996,.

## Biographie
Maïa porte les titres de « nourrice du roi », « éducatrice du corps du dieu » et « grande du harem ». Ses origines et filiation ne sont pas connus. Sur les inscriptions, on trouve outre le nom de Toutânkhamon, les noms Rahotep (le surveillant des réserves), celui du grand prêtre de Thot et ceux de scribes nommés Tetinefer et Ahmose. En raison de la ressemblance étroite entre Maïa et la sœur aînée de Toutânkhamon Mérytaton, il a été suggéré que les deux seraient la même personne, voire que cette dernière soit la mère biologique de Toutankhamon.

## Tombe
La tombe de Maïa a été découverte en 1996 par l'archéologue français Alain-Pierre Zivie et son équipe à proximité du Bubasteion de Saqqarah dédié à la divinité Bastet. L'extérieur de la tombe est composé de quatre piliers de calcaire formant un carré. Les parois de l'entrée sont ornées d'inscriptions aux couleurs vives bien conservées. Dans la première chambre de la tombe, un relief montre Maïa, assise sur le trône royal avec Toutânkhamon sur ses genoux, entourée de six personnes honorant le jeune roi. Sur le mur opposé, une scène très endommagée montre Maïa devant le roi. De ces scènes, seuls trois blocs de calcaire ont été conservés. Une porte mène à une deuxième chambre plus longue trouvée pleine de décombres et de chats momifiés partiellement brûlés. Cette salle est dédiée aux rites funéraires liés à Maïa. Elle est représentée devant des porteurs d'offrandes, en momie recevant le rituel d'ouverture de la bouche. Elle se tient devant Osiris, le dieu du royaume des morts. Une autre porte s'ouvre sur une troisième chambre, une salle à piliers, également retrouvée pleine de décombres. Les piliers sont décorés de représentations de Maïa. Au fond de la salle se trouve une stèle taillée dans la roche représentant Maïa devant Osiris. De cette salle, un puits mène à un niveau inférieur de la tombe. La chapelle du tombeau contenait un sarcophage en calcaire avec une momie de chat à l'intérieur. Les travaux de maçonnerie effectués à des périodes ultérieures ont recouvert des peintures murales dans la troisième chambre et ont incorporé plusieurs piliers aux murs de la chambre. Une fois découverts, ces piliers se sont révélés être recouverts de représentations de Maïa. Une stèle taillée dans la roche au fond de cette salle porte des reliefs et des inscriptions
En 2001, l'équipe a commencé à explorer le premier niveau inférieur de la tombe, qui contenait également des objets votifs, des statues, des sarcophages et de grandes quantités de momies de chats aux côtés des momies humaines. De plus ce niveau a également été réutilisé dans les périodes plus récentes de l'histoire de la tombe. À ce niveau, le squelette d'un lion mâle a été retrouvé à l'automne 2001. Il n'avait pas de bandages, mais montrait des signes de momification similaires aux d'autres momies de chat trouvées dans la tombe. Il s'agit probablement d'un lion ayant vécu à l'époque ptolémaïque.
Le deuxième niveau inférieur a été exploré à l'automne 2002. Il est plus petit que les niveaux précédents et n'a pas été réutilisé.
En décembre 2015, la tombe a été ouverte au public.